# ميرزا غياث بك
اعتماد الدولة ميرزا غياث بك الطهراني (بالفارسية: اعتماد‌الدولة مرزا غياث بيگ طهرانی) المشهور اختصارًا بِـ«ميرزا غياث بك» (بالفارسية: میرزا غیاث بیگ) أو «اعتماد الدولة» (بالفارسية: اعتماد‌الدوله) كان رجل دولة كبيرًا في الهند المغولية تولى منصب الوكيل المُطلق لسلطنة مغول الهند أي الوزير الأعظم للإمبراطورية من سنة 1611م إلى سنة 1622م. وكان مسؤولًا بارزًا في الدولة، تزوَّج الأباطرة المغول من بناته وحفيداته. وهو والد كُلٍ من نور جهان زوجة السُلطان جهانكير، ووالد أبي الحسن آصف خان الوزير الأعظم، وجد مُمتاز محل الامبراطورة الشهيرة زوجة السُلطان شاه جهان. وقد أصبح ابناؤه وأحفاده جنرالات في السلطنة.
ينتمي ميرزا غياث بيك، المولود في طهران إلى عائلة من الشعراء وكبار المسؤولين. ومع ذلك فقد ساء حظه بعد وفاة والده عام 1576. وهاجر مع زوجته الحامل عصمت بيجوم وأطفاله الثلاثة إلى الهند. هناك استقبله الإمبراطور المغولي جلال الدين أكبر. وكان مسجلا في خدمته، وخلال فترة الحكم الأخير تم تعيين غياث بيك أمين صندوق مقاطعة كابل.
ازدادت ثروته في عهد الامبراطور جهانكير الذي تزوج ابنته نور جهان في عام 1611 وقد تم تعيين ميرزا غياث بك رئيسًا للوزراء. وبحلول عام 1615 ارتقى ميرزا غياث بك إلى مكانة بارزة، مكانة تقتصر عادة على الأمراء المتميزين. توفي قرب كانجرا عام 1622 ودفن في أغرة.

## مولده ونشأته

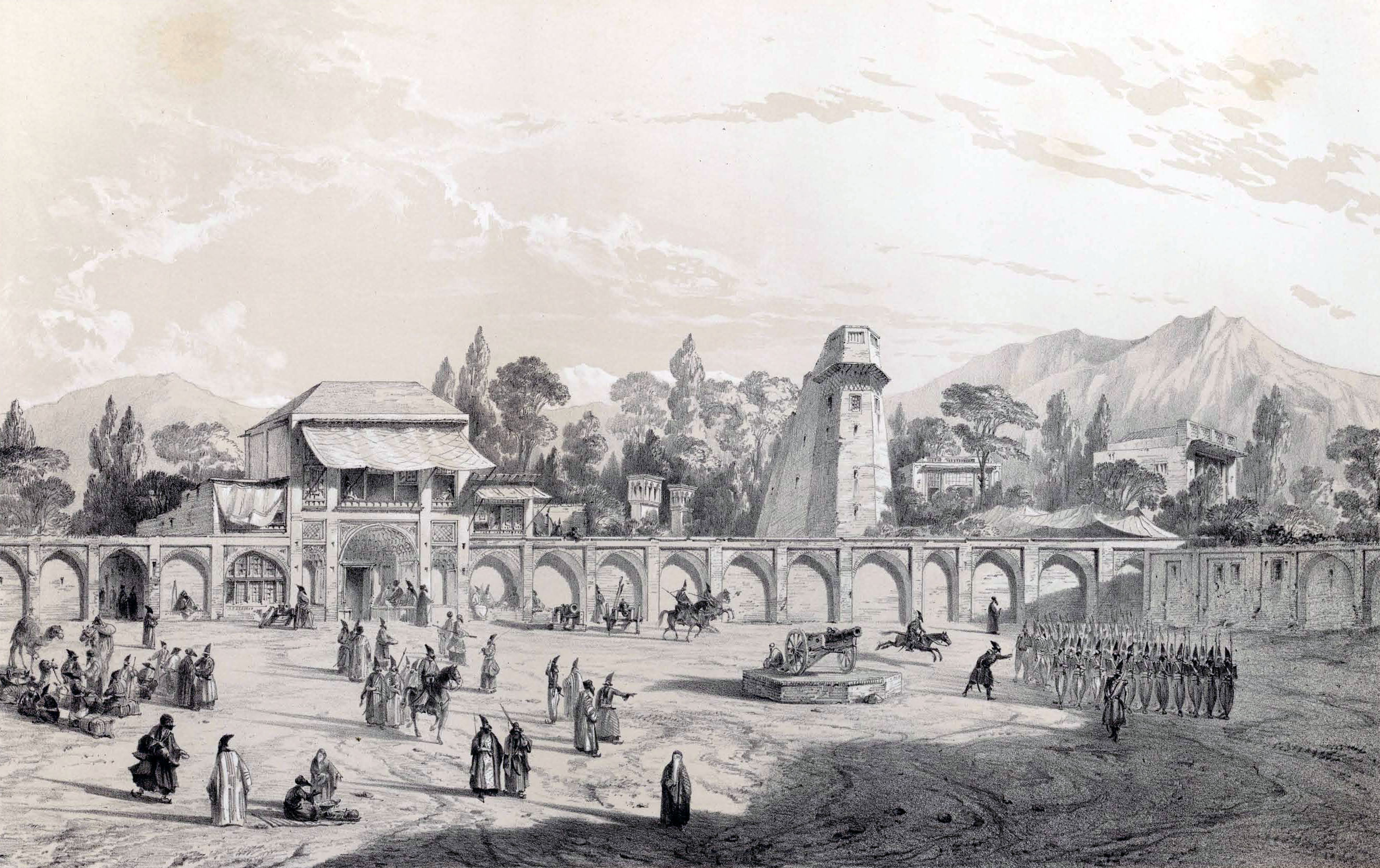
صورة قديمة لمدينة طهران التي ولد فيها الميرزا غياث بك.

ولِد ميرزا غياث بك في مدينة طهران الإيرانيَّة ق. 1544 لعائلة شيعيَّة من الشُعراء والمسؤولين رفيعي المستوى. كان الابن الأصغر للخواجة مُحمَّد شريف، شاعر ووزير مُحمَّد خان تكيلو وابنه تتار سُلطان اللَّذين كانا حُكَّامًا على مُقاطعة خُراسان في الدولة الصفويَّة. لاحقًا دخل مُحمَّد شريف في خِدمة الشاهنشاه طهماسب الأول حيث أسند إليه منصب الوزارة في يزد وأبر كوه وبيابانك لمُدَّة سبع سنوات، ثم عُيِّن وزيرًا على أصفهان وتوفي فيها سنة 1576. كان الأخ الأكبر لغياث بك هو مُحمَّد طاهر وصلي، وهو رجل مُثقَّف نظم وألَّف الشعر تحت الاسم المُستعار «وصلي».

## في الهند
بعد وفاة والد غياث سقطت عائلته في نكبة. وعلى أمل تحسين أحوال الأُسرة اختار غياث بك الانتقال إلى بلاد الهند حيث قيل أنها تشهد تناميًا في الصِّناعة والتِّجارة وصُعودًا للمشهد الثَّقافي. في منتصف الطريق، تعرَّضت العائلة لهجوم من قِبل لُصوص استولوا على ما تبقَّى من مُمتلكاتهم الضَّئيلة.
وصل بهم الحال أن لم يبقَ معهم سوى بغلين، مما اضطر غياث بك وزوجته الحامل وأطفالهما الثلاث: محمد شريف، وآصف خان، وسهلية إلى التناوب في الركوب على ظهور الحيوانات لبقية الرحلة. وعندما بلغوا قندهار، أنجبت عصمت بيگم ابنتها الثانية وقد وصلت الأسرة حدًا من الفقر لدرجة أنها خشيت أن لن تتمكن من رعاية الطفلة حديثة الولادة. ولكن قُدِّر أن تُستقبَل العائلة من قِبل قافلة يقودها التاجر النبيل مالك مسعود، الذي ساعد غياث بك في العثور على وظيفة في خدمة السُلطان جلال الدين أكبر.
بما أن الطِّفلة ولِدت عند سعدِ تبدُّل مصير الأُسرة، سُمِّيت بِـ«مِهرُ النساء» ومعناها «شمس النساء» أو «الشمس بين النساء». لم يكن ميرزا غياث بك أول فرد من أسرته يسير نحو الهند، فقد تم ذكر ابن عمه آصف خان جعفر بك، وميرزا غياث الدين علي آصف خان عم عصمت بيگم، في المهام الإقليميَّة لجلال الدين أكبر.

## إدارته
عُيّن ميرزا غياث بك ديوانًا أي–أمين صندوق مقاطعة كابُل. ونظرًا لمهارته الذكية في إدارة الأعمال، فقد ترقَّى سريعًا في صفوف كبار المسؤولين الإداريين في الدولة. ولعمله الممتاز نال لقب «اعتماد الدولة» من السُلطان نفسه. نتيجة أعماله وترقياته استطاع غياث بك أن يضمن حُصول ابنته مهر النساء على أفضل تعليم ممكن، فأصبحت ضليعةً في اللُّغتين العربيَّة، والفارسيَّة، والفنِّ، والأدب.

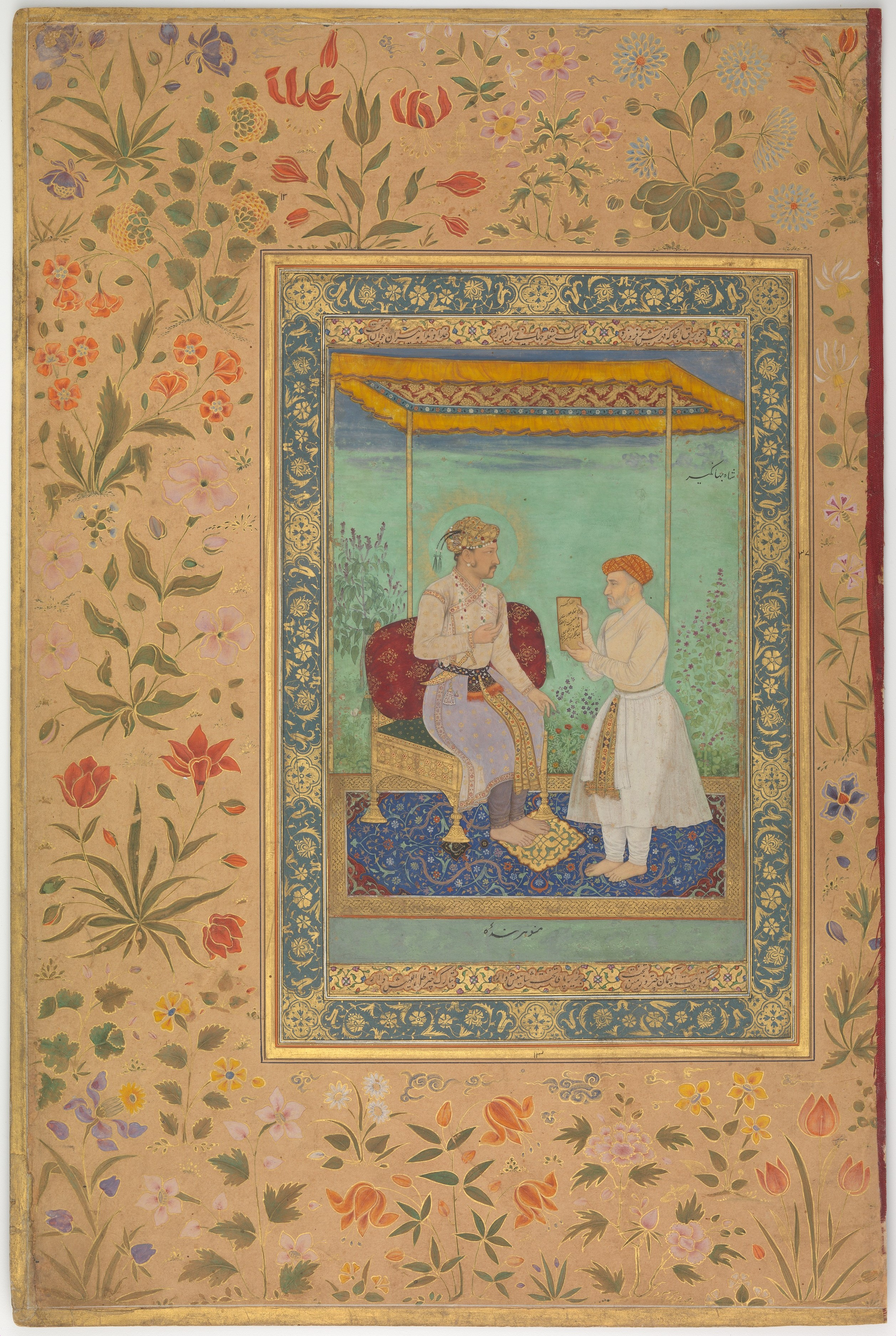
الوزير الأعظم ميرزا غياث بك وبجانبه السُلطان نور الدين جهانكير.

ابنة غياث بك، مهر النساء تزوجت من السُلطان نور الدين جهانكير سنة 1611. وقد عمل ابنه أبو الحسن آصف خان كجنرال لجهانكير ووزيرًا أعظم لخليفته السُلطان شهاب الدين شاهجهان.
كان غياث أيضًا جد السُلطانة الشهيرة ممتاز محل: وهي ابنة أبي الحسن آصف خان واسمها الأصلي «أرجُمند بانو بيگم» زوجة السُّلطان شاهجهان الذي بنى تاج محل. خلف شاهجهان أباه جهانكير، وكان أبو الحسن أحد أقرب مستشاري شاهجهان فتزوج الأخير من ابنة أبي الحسن، ممتاز محل فأصبح له منها أربعةٌ من ولده وأحدهم خليفته في عرش السَّلطنة أورنكزيب عالمكير. قام شاهجهان بِبناء التُحفة المعماريَّة «تاج محل» ليكون قبرًا لـ«ممتاز محل» فعُدَّ من عجائب الدنيا السبع.

## وفاته وقبره
توفي ميرزا غياث بك بالقرب من كانجرا سنة 1622م بينما كان معسكر المغول يتجه نحو مقر إقامته الصيفي في كشمير. نُقل جُثمانه إلى أغرة ودُفن فيها على الضفة اليسرى لنهر جمنة. ولا يزال مكان دفنه قائما معروفًا إلى الآن، يُعرَف بـ«ضريح اعتماد الدولة».

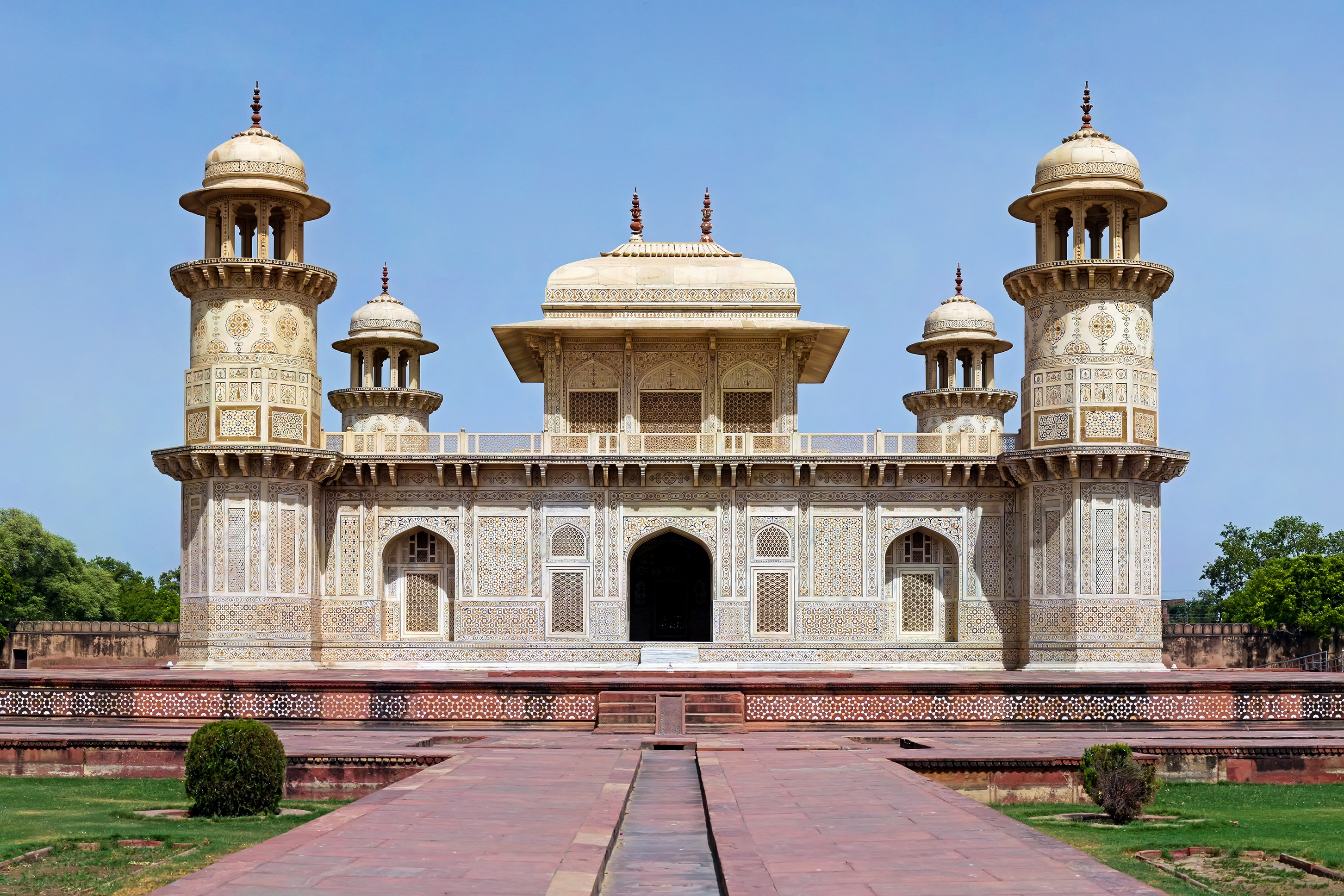
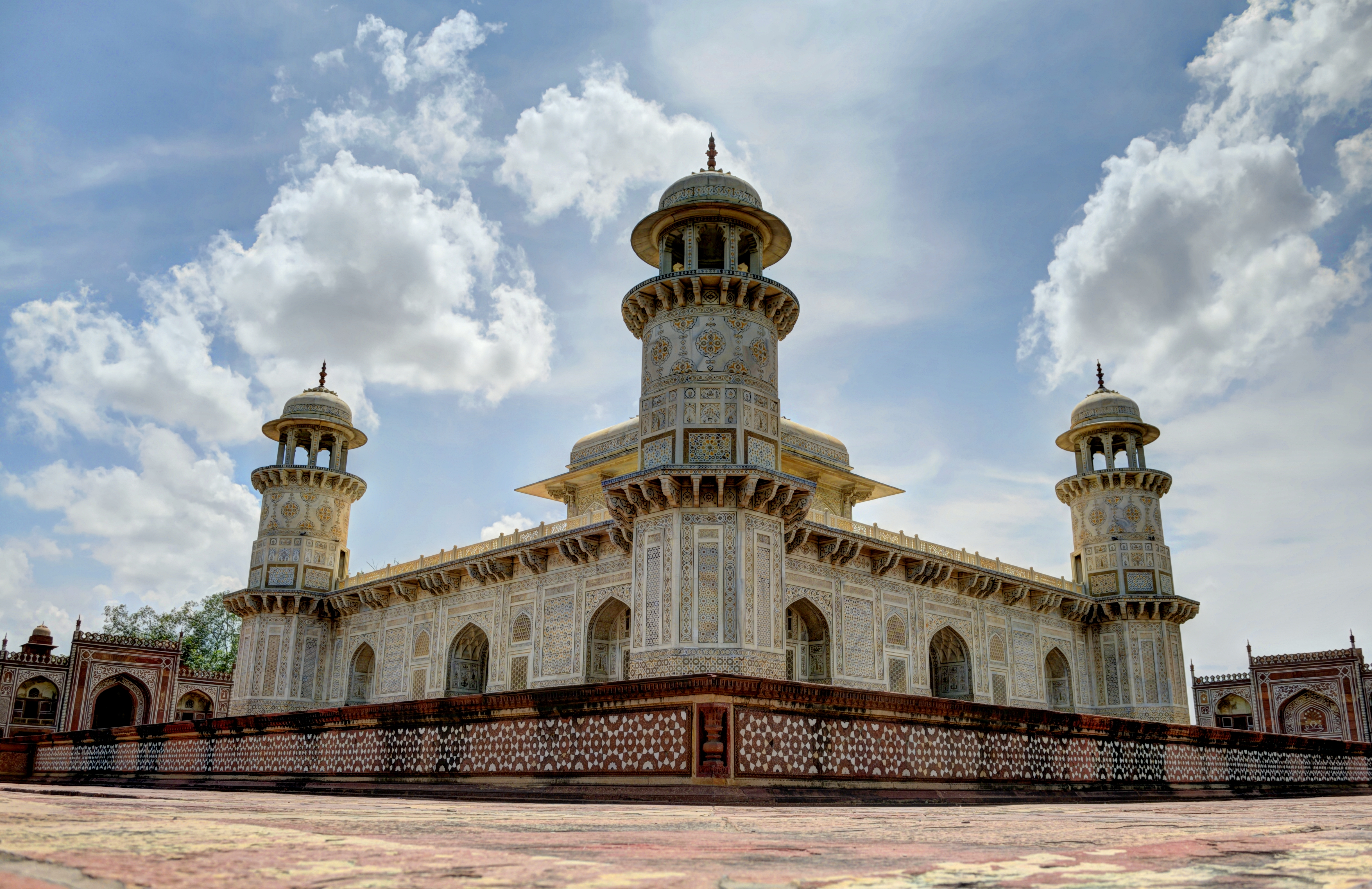
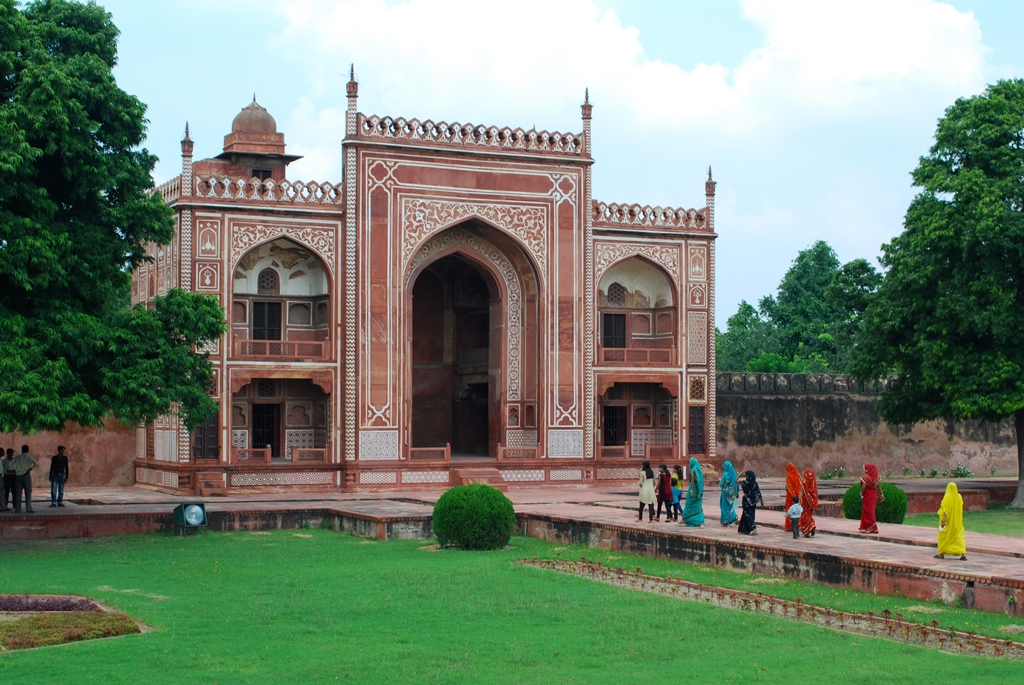

## أبناؤه

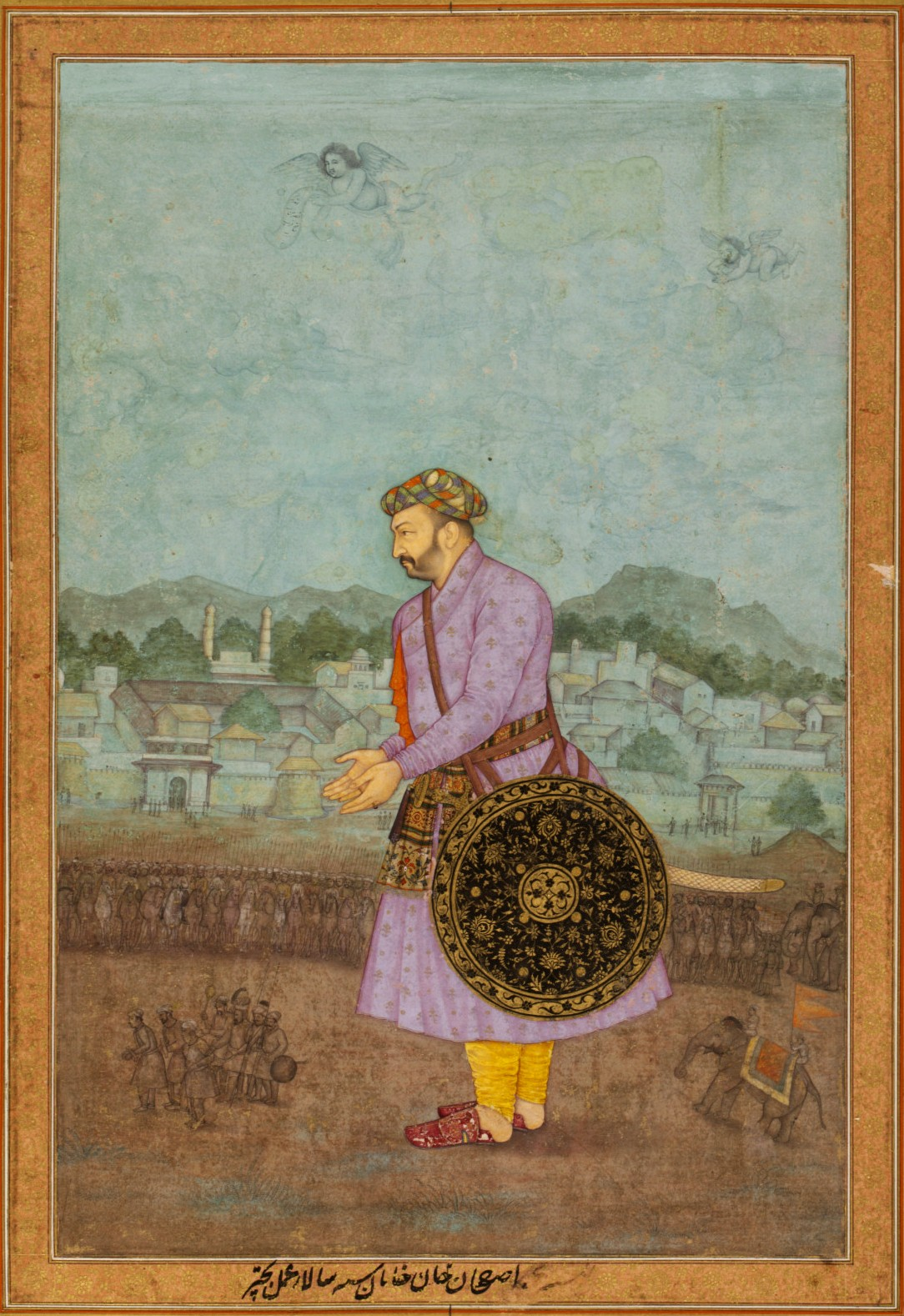
أبو الحسن آصف خان.

تزوج ميرزا غياث بك من عصمت بيگم وأنجب منها:
- أبو الحسن آصف خان: ولد ق. 1569 وهو الوزير الأعظم لهندستان. كان والد السُلطانة الشهيرة أرجُمَند بانو بيگُم المعروفة بِـ«مُمتاز محل» التي بُني تاج محل تكريمًا لها، وشايسته خان القائد العسكري الكبير.
- نور جهان: ولِدت ق. 1577 في قندهار باسم «مِهرُ النساء» قُدِّر لها أن تكون من أقوى ملكات الهند إذ استطاعت أن تُبقي عرش المغول ثابتًا. بعد زواجها من جهانگير سُمِّيت «نور جهان» وهي كلمة فارسيَّة منحوتة معناها «نور العالم» أو «نور الدنيا».
- إبراهيم خان فتح جنگ: ولد باسم «ميرزا إبراهيم بك» شغل منصب صوبه دار البنغال الرابع عشر.
- محمد شريف
- اعتقاد خان
- سهلية بيگم
- منيژه بیگم
- خديجة بيگم